# Urbano Santos da Costa Araújo
Pour les articles homonymes, voir Urbano Santos et Araújo (homonymie).
Urbano Santos da Costa Araújo (Guimarães, 3 février 1859 — en voyage entre l'État du Maranhão et Rio de Janeiro, 7 mai 1922) est un homme d'État brésilien.
Sénateur, il est vice-président de la République entre 1914 et 1918, sous la présidence de Venceslau Brás. Réélu à la vice-présidence sous Artur Bernardes en 1922, il meurt avant de prendre ses fonctions.
Une municipalité brésilienne porte son nom depuis 1931. 